# Шон Янґ
Шон Янґ (англ. Sean Young; нар. 20 листопада, 1959 року, Луїсвілл, Кентуккі, США) — американська акторка, танцюристка, кінорежисерка й фотомодель.

## Біографія
Народилася 20 листопада 1959 року в Луїсвіллі, штат Кентуккі, США. Мати — знаменита журналістка, авторка біографічних бестселерів. Відмінно вчилася в школі, завоювала титул королеви краси коледжу Клівленд-Гайц (штат Огайо), всі пророкували їй літературне майбутнє — писала книги, як мати. Навчалася в Академії мистецтв у Інтерлохені, штат Мічиган. Закінчила Нью-Йоркську школу американського балету в 1979 році. Через травму на балеті доводилось поставити хрест.
Пробувши в лікарні півроку, пробує себе як модель. Дебютувала на сцені театру в мюзиклі «Зоряний пил». У 1980 році продюсер Немо Мергант, побачивши на обкладинці глянцевого журналу фото Шон, без проб покликав її зніматися в картину «Джейн Остін на Мангеттені» («Jane Austen in Manhattan»). Він же пізніше представив її всьому світському Голлівуду. Набула популярності у середині 1980-х, знявшись у фільмах «Той, хто біжить по лезу» («Blade Runner», 1982, режисер Р. Скотт) і «Немає виходу» («No way out», 1986, режисер Р. Дональдсон). У 1990 році на зйомках армійської стрічки «Вогненні птахи» Шон познайомилася з актором Бобом Луяном, що грав епізодичну роль. За 12 років з ним народила двох синів — Ріо Келсі і Куїна Лі. Швидкий зліт кар'єри Шон Янґ в 1990-х обернувся кризою, фільми, в яких знімалася акторка, були незначними. Пристрасть до алкоголю сильно нашкодили кар'єрі.

## Вибіркова фільмографія
- 1981 — Добровольці мимоволі / Stripes
- 1982 — Молодість, лікарня, любов / Young Doctors in Love
- 1982 — Той, що біжить по лезу / Blade Runner
- 1984 — Дюна / Dune
- 1987 — Немає виходу / No Way Out
- 1987 — Волл-стріт / Wall Street
- 1989 — Кров героїв / The Blood of Heroes
- 1990 — Вогняні птахи / Fire Birds
- 1991 — Поцілунок перед смертю / A Kiss Before Dying
- 1992 — Малювальник / Sketch Artist
- 1992 — Одного разу, порушивши закон / Once Upon a Crime
- 1992 — Блакитний лід / Blue Ice
- 1993 — Фатальний інстинкт / Fatal Instinct
- 1994 — Ейс Вентура: Розшук домашніх тварин / Ace Ventura: Pet Detective
- 1995 — Болт / Bolt
- 2012 — Напад п'ятдесятифутової чирлідерки / Attack of the 50 ft Cheerleader